# Vilșana, Icinea
Vilșana (în ucraineană Вільшана) este localitatea de reședință a comunei Vilșana din raionul Icinea, regiunea Cernihiv, Ucraina.

## Demografie
Componența lingvistică a localității Vilșana
     Ucraineană (97,59%)
     Rusă (2,27%)
     Alte limbi (0,14%)
Conform recensământului din 2001, majoritatea populației localității Vilșana era vorbitoare de ucraineană (97,59%), existând în minoritate și vorbitori de rusă (2,27%).